# Гайдош, Петер
Петер Гайдош (словац. Peter Gajdoš; 9 апреля 1959, Нитра, ЧССР) — словацкий политический, государственный и военный деятель. Министр обороны Словакии (2016–2020). Генерал-лейтенант. Генерал-поручик (Словакия)(с 1 января 2007).

## Биография
В 1978 году окончил военную школу имени Яна Жижки в Банска-Бистрице, затем начал службу в  вооруженных силах ЧССР. В 1982 году окончил Высшее военное училище Сухопутных войск в Вишкове. В 1990 году – Военную академию им. Михаила Фрунзе в Москве , в 2002 году – Королевский колледж оборонных исследований в Лондоне.
Последняя должность в Чехословацкой армии – командир 10-го бронетанкового полка.
Профессиональный военный, генерал-лейтенант словацких вооруженных сил. Служил в механизированных войсках.
В 1995 году поступил на службу в Министерство обороны, был секретарём министра и директором протокола. С 2000 года работал в Генеральном штабе в должностях начальника аппарата начальника штаба, начальника оперативного штаба, с 2005 по 2010 год — заместителя начальника штаба. В 2010—2013 годах был представителем Словакии в Военном комитете НАТО, затем занял должность первого заместителя начальника генерального штаба ВС Словакии.
23 марта 2016 года назначен министром обороны Словакии . Был рекомендован на эту должность Словацкой национальной партией. Покинул свой пост в марте 2020 года.